# Gaudichaudia andersonii
Gaudichaudia andersonii är en tvåhjärtbladig växtart som beskrevs av S.L.Jessup. Gaudichaudia andersonii ingår i släktet Gaudichaudia och familjen Malpighiaceae. Inga underarter finns listade i Catalogue of Life.